# Prix d'État de la traduction
Le prix d'État de la traduction (finnois : Valtion ulkomainen kääntäjäpalkinto ; suédois : Statens utländska översättarpris) est un prix décerné par le ministère de l'Éducation et de la Culture de Finlande à un traducteur de littérature finlandaise.

## Description
Les candidats sont présentés par le Fili.

## Lauréats
| Année | Lauréat                                      | Pays                |
| ----- | -------------------------------------------- | ------------------- |
| 1975  | Manfred Peter Hein                           | Allemagne           |
| 1976  | Béla Jávorszky                               | Hongrie             |
| 1977  | Jens Hildén                                  | Suède               |
| 1978  | Olivier Descargues Gabriel Rebourcet         | France              |
| 1979  | Keith Bosley                                 | Grande-Bretagne     |
| 1980  | Vladimir Bogatshev                           | URSS                |
| 1982  | Ingrid Schellbach-Kopra                      | Allemagne           |
| 1983  | Robert Layton                                | Grande-Bretagne     |
| 1984  | Jan Petr Velkoborský                         | Tchécoslovaquie     |
| 1985  | Istvan Racz                                  | Hongrie             |
| 1986  | Bo Carpelan                                  | Finlande            |
| 1987  | Piret Saluri                                 | Estonie             |
| 1988  | Thomas Warburton                             | Finlande            |
| 1989  | Lucie Albertini C. G. Bjurström Mirja Bolgár | France              |
| 1990  | Philip Binham Timothy Binham                 | Finlande/États-Unis |
| 1991  | Anu Pyykönen-Stohner Friedbert Stohner       | Allemagne           |
| 1992  | Herbert Lomas                                | Grande-Bretagne     |
| 1993  | Kerstin Lindqvist                            | Suède               |
| 1994  | Jean-Luc Moreau                              | France              |
| 1995  | Jesús Pardo                                  | Espagne             |
| 1996  | Anselm Hollo                                 | États-Unis          |
| 1997  | Nøste Kendzior                               | Norvège             |
| 1997  | Gisbert Jänicke                              | Finlande/Allemagne  |
| 1998  | Joan Tate                                    | Grande-Bretagne     |
| 1999  | Jelka Ovaska Novak                           | Slovenie            |
| 2000  | Lars Huldén                                  | Finlande            |
| 2001  | Stefan Moster                                | Allemagne           |
| 2002  | Helena Idström                               | Danemark            |
| 2003  | Anne Colin du Terrail                        | France              |
| 2004  | Viola Parente-Capková                        | Tchéquie/Italie     |
| 2004  | Antonio Parente                              | Italie              |
| 2005  | Camilla Frostell                             | Suède               |
| 2006  | Hildi Hawkins                                | Grande-Bretagne     |
| 2007  | Hiroko Suenobu                               | Japon               |
| 2007  | David Hackston                               | Grande-Bretagne     |
| 2008  | Gabriele Schrey-Vasara                       | Allemagne           |
| 2009  | Ljudmila Braude Anna Sidorova                | Russie              |
| 2010  | Rami Saari                                   | Israël              |
| 2011  | María Martzoúkou                             | Grèce               |
| 2012  | Vladimír Piskoř                              | Tchéquie            |
| 2013  | David McDuff                                 | Grande-Bretagne     |
| 2014  | Angela Plöger                                | Allemagne           |
| 2015  | Janina Orlov                                 | Suède               |
| 2016  | Turid Farbregd                               | Norvège             |
| 2017  | Sebastian Musielak                           | Pologne             |
| 2018  | Birgita Bonde Hansen                         | Danemark            |
| 2019  | Elina Kritzokat                              | Allemagne           |
| 2020  | Annemari Raas                                | Pays-Bas            |
| 2021  | Kirsi Kinnunen                               | France              |
| 2022  | Kadri Jaanits                                | Estonie             |
| 2023  | Claire Saint-Germain                         | France              |
| 2024  | Maima Grīnberga                              | Lettonie            |
| 2025  | Sébastien Cagnoli                            | France              |